# Calycomyza irreperta
Calycomyza irreperta este o specie de muște din genul Calycomyza, familia Agromyzidae, descrisă de Spencer în anul 1963. Conform Catalogue of Life specia Calycomyza irreperta nu are subspecii cunoscute.